# Staurothèque

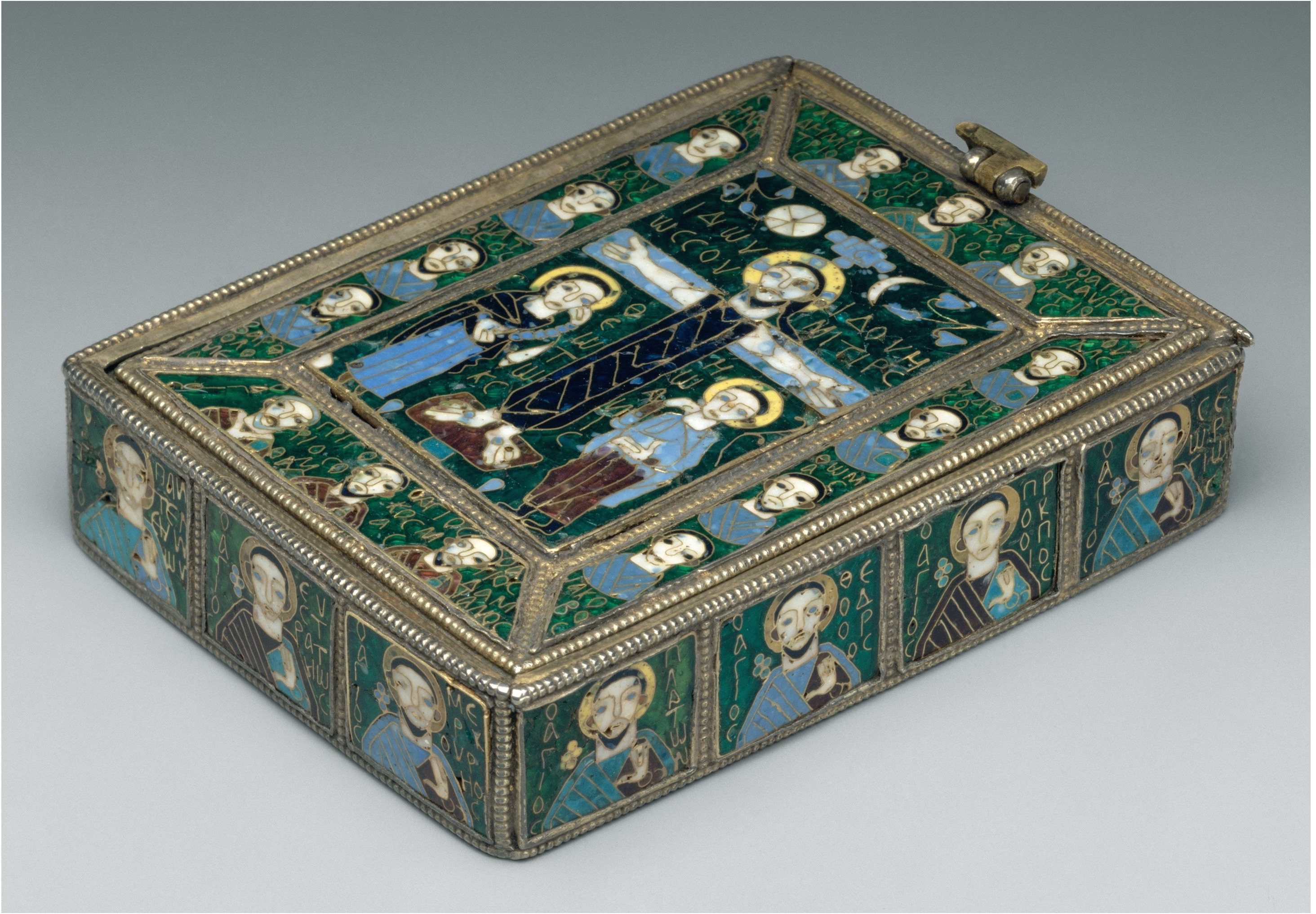
Staurothèque byzantine du début du IXe siècle, dite de Fieschi Morgan, Metropolitan Museum of Art.

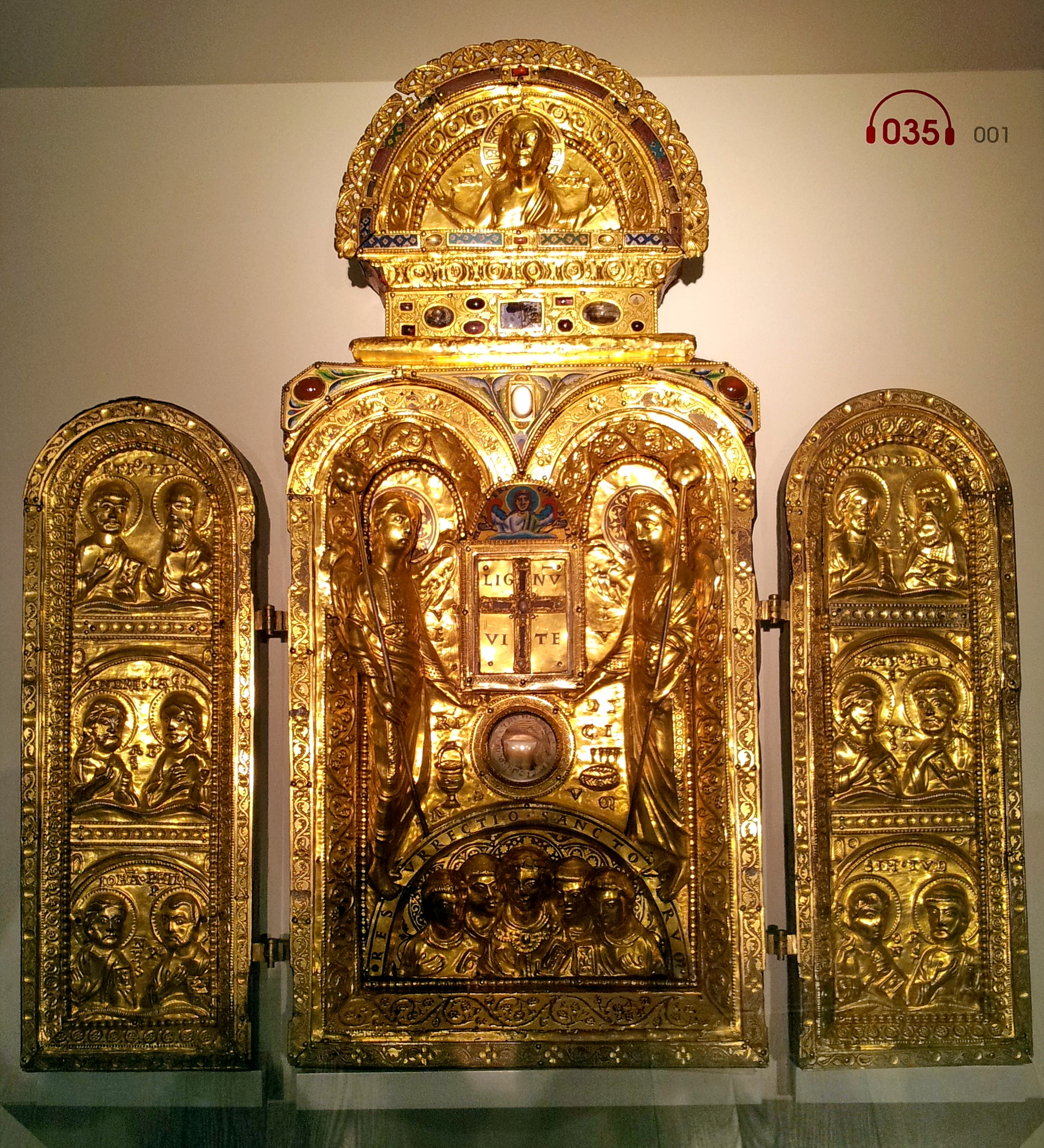
Triptyque de la sainte Croix, Grand Curtius.

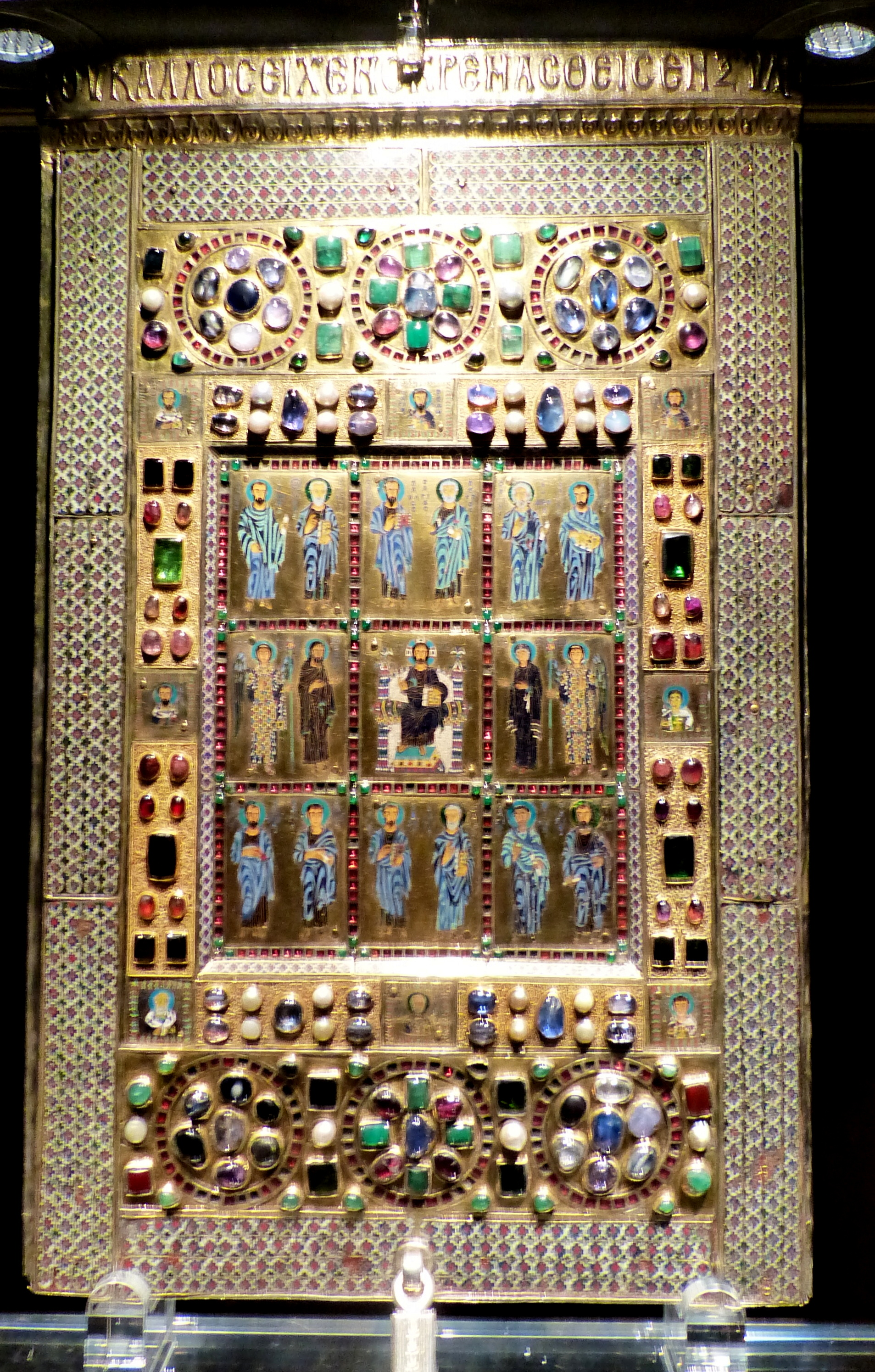
Staurothèque de Limbourg-sur-la-Lahn. Musée diocésain de Limburg an der Lahn.

Une staurothèque (du grec ancien σταυρός staurós « croix » et θήκη théke « conteneur ») ou reliquaire de la Vraie Croix est un coffre reliquaire passant pour contenir un morceau de la Vraie Croix sur laquelle a été crucifié Jésus de Nazareth lors de l'épisode de la Passion. 

## Genèse
La Vraie Croix, dite également Sainte Croix, est la croix sur laquelle Jésus-Christ aurait été crucifié. Selon la tradition chrétienne, c'est sainte Hélène, la mère de l'empereur Constantin Ier, qui aurait découvert la Croix de Jésus ainsi que celles des deux larrons, lors d’un pèlerinage en Palestine entrepris en 326. Elle est devenue à partir du IVe siècle une des principales reliques de la chrétienté, faisant l'objet d'une vénération particulière. 
Des reliquaires portant le nom de staurothèque sont spécialement fabriqués pour abriter ces fragments de bois sacrés. 
Les staurothèques byzantines étaient assez fréquemment faites pour être portées, car elles contiennent une vertu apotropaïque. Les staurothèques occidentales, objets de vénération qui doivent être visibles du plus grand nombre, sont en revanches bien plus grandes. La structure en triptyque apparaît simultanément à celle des triptyques d'ivoire de la période byzantine.  Comparés aux staurothèques mosanes, les reliquaires byzantins de la Vraie Croix restent des réceptacles de dimensions modestes. 
L’empereur latin de Constantinople Baudouin II de Courtenay vend à Louis IX, le futur Saint Louis, certaines de ses plus précieuses reliques, dont la croix, la couronne d’épines et la pierre du Saint-Sépulcre. Elles arrivent à Paris en 1241. Le prestige de ces reliques rejaillit sur le royaume de France. Elles reçoivent un écrin exceptionnel quand Saint Louis fait construire à Paris la Sainte-Chapelle, conçue à la fois comme la chapelle de son palais et un reliquaire monumental qui mesure près de trois mètres de haut.

## Staurothèques remarquables

### Staurothèque de Fieschi Morgan[3]
La châsse est ornée d'émaux cloisonnés, argent, vermeil, or, nielle, est de taille modeste, ne mesurant que 2,7 × 10,3 × 7,1 cm à l'extérieur. Elle date du début du IXe siècle, et est probablement d'origine byzantine.
Le couvercle, qui se glisse, est décoré  d'une scène de la Crucifixion et de bustes de saints. L'intérieur du couvercle comporte quatre épisodes de la vie du Christ : Annonciation, Nativité, Crucifixion et Descente aux Limbes. À l'intérieur de la châsse, il y a cinq compartiments à reliques arrangés en forme de croix. Sur le couvercle, le Christ, entouré de la Vierge et de Saint Jean, est montré vivant, portant une longue tunique sombre fréquente dans les représentations orientales de cette scène. Des saints ou apôtres, tous identifiés, entourent la scène centrale, et décorent les côtés. Le pape Innocent IV (1243-1254) fut, d'après la notice du Metropolitan Museum of Art, un des propriétaires de ce reliquaire.

### Triptyque de la sainte Croix, Liège[4]
L'empereur Henri II du Saint-Empire aurait offert en 1006 à la Collégiale Sainte-Croix à Liège, les reliques de la Vraie Croix reçues du roi de France Robert II dit le Pieux. Le triptyque est en chêne recouvert de cuivre doré, repoussé, émaillé et ciselé, un produit de l'orfèvrerie mosane du XIIe siècle attribué à Godefroid de Huy. Il comporte quatre fragments disposés en une petite croix en or bordée d'un grènetis et ponctuée de perles, le centre étant occupé par une pierre fine.  Jusqu'en 1996, avant qu'il ne soit restauré, le reliquaire du trésor était visible dans le trésor de la cathédrale. 
Il est actuellement exposé au Grand Curtius à Liège. D'après Philippe Verdier, « les reliquaires mosans de la Vraie Croix ont presque toujours la forme d'un triptyque. Il subsiste un certain nombre de staurothèques byzantines qui, à partir du Xe siècle, présentent la forme d'un triptyque et où sont employés les métaux précieux, les pierres fines, les perles et l'émail. Cette structure en triptyque apparaît simultanément à celle des triptyques d'ivoire de la renaissance byzantine. » . 

### Staurothèque de Limbourg-sur-la-Lahn
Cette staurothèque porte au revers une inscription dédicacée au nom de Constantin VII et de son fils Romain II. Constituée d'or, d'argent doré, d'émail cloisonné sur or, de perles et de pierres précieuses, elle fut réalisée au milieu du Xe siècle (entre 945 et 959) et le reliquaire à compartiments, au nom du proèdre Basile « Le Parakoimomène », bâtard de l'empereur byzantin Romain Ier Lécapène, fut exécuté à la fin du Xe siècle (entre 968 et 985). Il fut réalisé dans les ateliers impériaux de Constantinople. Des fragments de la relique sont enchâssés en forme de croix dans la monture orfévrée. Plusieurs logettes portant des inscriptions en grec renferment d’autres objets sacrés comme des fragments de la tunique, du linceul, de la couronne d'épines ou bien encore des clous.

## Autres staurothèques
| Description | Lieu                                                   | Image |
| --- | ------------------------------------------------------ | ----- |
| Staurothèque cruciforme, en or, argent, émail, verre et bois. Elle est datée de la fin du XIe siècle. Origine Constantinople. C'est une croix pectorale (encolpion) de petite taille. | Musée diocésain de Gènes                               |       |
| Écrin de Ivan Khvorostinin | Musée du Kremlin                                       |       |
| Reliquaire avec des emplacements pour des reliques de la vraie croix et du pilier de la flagellation, et cinq flacons pour des reliques des saint Matthieu et Blaise et sainte Catherine. Cuivre doré sur bois, pierres précieuses, cabochons en cristal, XIVe siècle. | Trésor de la basilique Saint-Servais, Maastricht.      |       |
| Reliquaire abritant un morceau de la Vraie Croix | Église Notre-Dame-de-l'Assomption (Metz)               |       |
| Tableau-reliquaire de la Vraie Croix et couvercle à glissière. Reliquaire de Byzance, XIe siècle pour le tableau. La plaque intérieure, bordée d’une fine frise de palmettes stylisées, en argent doré repoussé et gravé, est byzantine. De part et d’autre de la logette au centre en forme de croix latine se tiennent la Vierge et saint Jean. L'encadrement et couvercle sont l’œuvre d'un orfèvre de la vallée de la Meuse, vers 1160-1170. Longueur 30 cm. Argent doré, émaux champlevés sur cuivre doré, vernis brun[5]. | Musée du Louvre (Paris)                                |       |
| Reliquaire de la Vraie Croix (vers 1320-1340) dite de Jaucourt. Anges âme de bois, argent, cabochon cuivre, doré, émail champlevé, orfèvrerie. | Musée du Louvre (Paris)                                |       |
| Reliquaire de la sainte croix de Poitiers[6]. Il ne subsiste plus que la partie centrale. Les volets, qui étaient décorés chacun de trois bustes de saints émaillés à l'intérieur ont disparu à la Révolution. La partie centrale ne mesure que 5,7 × 6 cm. L'encastrement pour la relique dessine une croix à double croisillon. Des cloisons d'or parcourent l'émail bleu saphir. La partie centrale était protégée par les volets ornés à l'extérieur d'une croix centrale et munis aux coins de cavités pour des reliques[1]. | Abbaye Sainte-Croix de Poitiers, Saint-Benoît (Vienne) |       |
| Triptyque de Stavelot. Il provient du monastère de Stavelot (Belgique). Bois, cuivre et vermeil, émaux, pierres semi-précieuses. Il est grand : fermé, il mesure 47,9 × 32,1 × 7,9 cm. Il est composé de trois triptyques; les deux petits du centre sont byzantins et datent de la fin du XIe ou du début du XIIe siècle. Le grand triptyque est mosellan et daté de 1156-1158[7]. | Pierpont Morgan Library                                |       |
| Staurothèque de Nicéphore II Phocas (963-969). Ivoire de l'art de la dynastie macédonienne de Byzance dite du groupe Nicéphore. Le recto porte une croix cantonnée de quatre saints sculptés en pieds (la Mère de Dieu, Jean-Baptiste, saint Stéphane (aussi dit "Etienne"), Jean l'Évangéliste) et limitée en haut et en bas par deux bandeaux sculptés ornés de six médaillons contenant le Christ (Pantocrator) flanqué des archanges Michel et Gabriel, et Constantin flanqué d'Hélène et de Longin. Le verso porte deux inscriptions, la première occupe le centre de la plaque et est tracée en forme de croix, la seconde court tout autour de la plaque et est abîmée par endroits par les trous de clous de fixation. La hauteur des lettres est de 6 à 11 mm[8]. | Église San-Francesco, Cortone (Calabre, Italie).       |       |
| Croix de Henri le Lion, vers 1180 | Musée de la cathédrale de Hildesheim, Allemagne.       |       |

## Articles liés
- Vraie Croix